# Hysplex

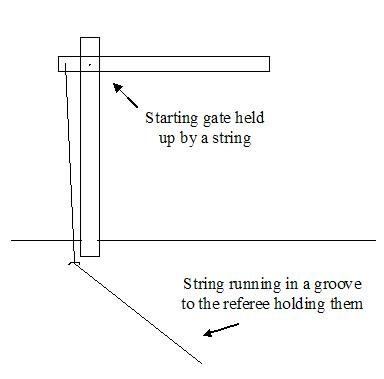
Hysplex

Die Hysplex (altgriechisch ὕσπληγξ, ursprünglich „gespanntes Seil“) wurde in der Antike in Griechenland verwendet, um bei Laufwettbewerben den gleichzeitigen Start aller Läufer zu gewährleisten. Sie kann als antike Variante der Startbox ähnlich der beim Galopprennen angesehen werden.
Die einfache Ausführung einer Hysplex bestand aus einem senkrechten Pfahl oder Brett und einer Stange oder einem weiteren Brett, die gelenkig miteinander verbunden waren. Die Stange wurde durch ein Tau oder ein Seil waagerecht gehalten, das am kurzen Überstand der Stange befestigt war. Löste man das Seil, drehte sich die Querstange durch ihr Eigengewicht im Gelenk nach unten. Das Seil wurde über Umlenkungen zu einem zentralen Punkt geführt. Mehrere Hysplexe wurden nebeneinander angeordnet und die Seile liefen bei einem Schiedsrichter zusammen. Jeder Rennteilnehmer stand hinter einer dieser Vorrichtungen. Der Schiedsrichter ließ die Seile gleichzeitig los und gab so den Start frei.
Aufwendigere Hysplexe bestanden aus zwei Pfählen, die seitlich vor dem sogenannten Balbis (altgriechisch βαλβίς), einem abgeschrägten, mit Rillen versehenen Startpodest angeordnet waren. Davor waren niedrige Holztore angeordnet, die durch die Torsionskraft zweier miteinander verdrillter Seile nach vorn auf den Boden gedrückt wurden. Mit einem Seil und einem Ring wurden die verdrillten Seile an den seitlichen Stäben gehalten und damit das Tor senkrecht gestellt. Wurde der Ring durch ein daran befestigtes Seil weggezogen, drückte die Spannkraft der verdrehten Seile das Tor auf den Boden und der Start war frei. Der Mechanismus funktioniert ähnlich wie bei einigen Wurfgeschützen. Durch die Torsionskraft auf die fallenden Gatter wurde die Startfreigabe gegenüber den durch Eigengewicht öffnenden Hysplexen beschleunigt.
Die Hysplex wurde eingeführt, um für die Läufer eine neutrale Startinstanz zu garantieren. Vor ihrer Einführung lag die Entscheidung über einen Früh- oder Fehlstart beim Schiedsrichter. Auch eine Benachteiligung durch ein unklares Startsignal wurde so ausgeschlossen.
Hysplex und Balbis wurden auch synonym gebraucht. Weiterhin bezeichnet Balbis auch die Abwurfmarke bei Diskus- und Speerwurf.
Die reine Start- bzw. Endemarkierung nannte man Gramme (γραμμή „Strich“, „Linie“).